# Coalició per la Defensa de la República
La Coalició per a la Defensa de la República (francès Coalition pour la Défense de la République, CDR) va ser un partit polític ruandès d'extrema dreta defensor del poder hutu que va tenir un paper important en la incitació al genocidi de Ruanda.

## Història
El CDR va ser fundat el 1992 i inicialment dirigit per Martin Bucyana fins al seu assassinat al febrer de 1994. El partit es va aliar amb el partit governamental Moviment Republicà Nacional per la Democràcia i el Desenvolupament (MRNDD) i va utilitzar el lema Mube maso ("Ves amb compte!"), que significa que hutus haurien de tenir cura o els tutsis els governarien com ho havien fet en el passat. A diferència del MRNDD, el CDR no estava d'acord amb els acords d'Arusha i la Declaració d'Ètica. Es va unir a l' 'Alliance pour le renforcement de la démocratie (ARD), amb el MRND, el PECO, el PARERWA i el PADER Alguns membres importants del CDR, inclosos Jean-Bosco Barayagwiza i Ferdinand Nahimana, van ser condemnats pel Tribunal Penal Internacional per a Ruanda per genocidi, incitació directa i pública a cometre genocidi, conspiració per cometre genocidi i altres crims contra la humanitat. El CDR va crear la milícia Impuzamugambi ("Aquells que tenen el mateix objectiu"), que van prendre part en els assassinats.
El CDR es va negar a operar dins de l'estat de dret o cooperar amb altres partits polítics opositors de Ruanda. L'ala paramilitar del CDR, els Impuzamugambi que provocaven repetidament enfrontaments violents amb membres d'altres partits opositors, usant granades de mà i bombes en llurs enfrontaments i va servir com un dels esquadrons de la mort que va massacrar tutsis en el genocidi ruandès.

## Ideologia
El CDR va donar suport als principis desenvolupats pels supremacista del poder hutu Hassan Ngeze Deu Manaments Hutu. Els manaments exigien la supremacia dels hutus a Ruanda, reclamant el lideratge hutu exclusiu sobre les institucions públiques i la vida pública de Ruanda i la completa segregació d'hutus dels tutsis, i l'exclusió total de tutsis de les institucions públiques i de la vida pública.
Els manaments declaraven que qualsevol forma de relació entre hutus i dones tutsis estava prohibida i que qualsevol hutu que "es casés amb una dona tutsi", "amistancés una dona tutsi" o "emprés una dona tutsi com a secretària o concubina" era "traïdor" al poble hutu. Va denunciar als tutsis com "deshonestos" en els negocis, l'"únic objectiu és la supremacia del seu grup ètnic"; i va declarar que qualsevol hutu que fes negocis amb un tutsi era un traïdor del poble hutu. Els manaments van declarar que "els hutus haurien de deixar de tenir pietat dels tutsis" i es referien als tutsis com "enemic tutsi comú".
El CDR s'oposava a la democràcia. Va ser rebutjat per altres partits de l'oposició com un participant legítim, afirmant que el CDR no tenia valors democràtics.